# Chase & Status

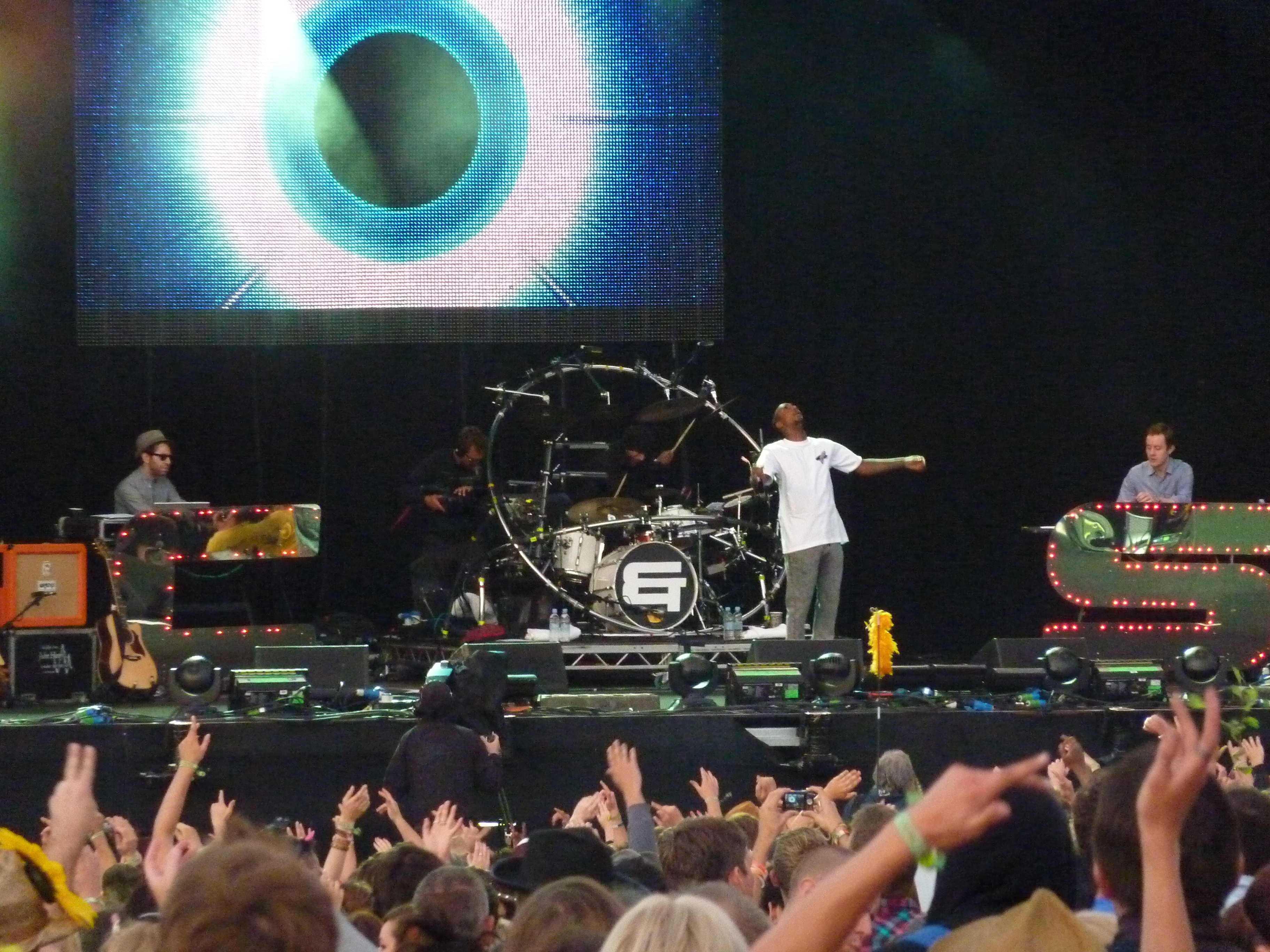
Chase & Status op Bestival 2010

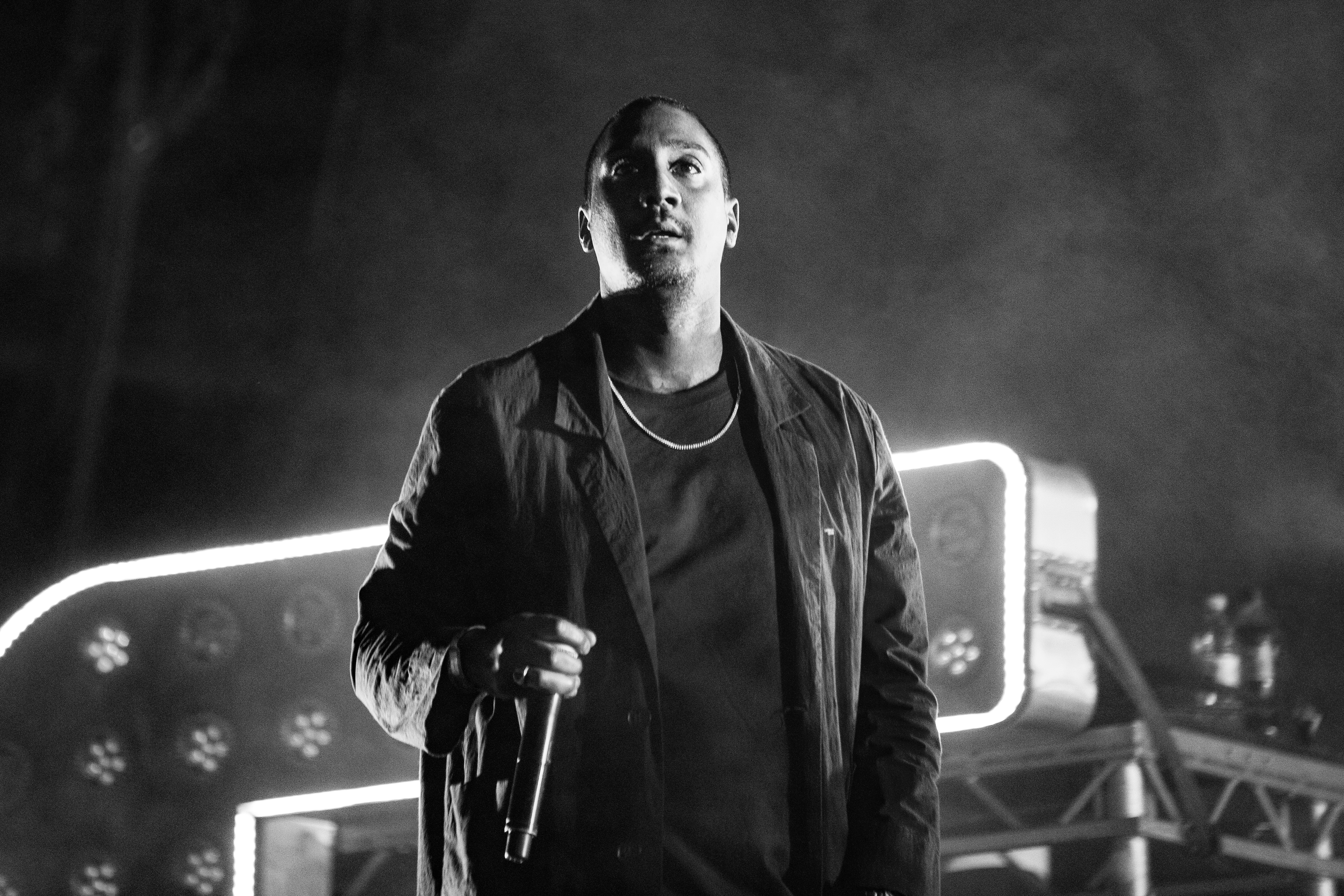
MC Rage, SonneMondSterne 2018

Chase & Status is een producersduo uit Londen dat elektronische muziek maakt, voornamelijk drum 'n' bass en dubstep. De groep bestaat uit Saul 'Chase' Milton en Will 'Status' Kennard en werd opgericht in 2003.
Chase & Status behaalde in 2009 met End Credits (met Plan B) de 9de plaats in de UK Singles Chart en de 46ste plaats in de Vlaamse Ultratop 50. In 2010 trad de groep onder andere op op het Glastonbury Festival, Lowlands en Pukkelpop. Het album No More Idols uit 2011 werd een gouden plaat in Groot-Brittannië en behaalde de tweede plaats in de UK Albums Top 75. Blind Faith, de derde single van dit album haalde de 5de plaats in Engeland, stond in de Ultratop in Vlaanderen, was een hit in Denemarken en was na End Credits de tweede nummer 1-hit van de groep in de UK Dance Chart.
Op 19 augustus 2011 zou Chase & Status op het Pukkelpop festival optreden. Door de storm op het festival werd ook dit concert afgelast. In 2012 stonden ze op Pinkpop, Rock Werchter en het Amsterdam Dance Event. In 2019 brachten ze hun album RTRN II Jungle uit.

## Discografie
Zie ook: Discografie van Chase & Status

### Albums
| Album met hitnotering(en) in de Vlaamse Ultratop 200 albums | Datum van verschijnen | Datum van binnenkomst | Hoogste positie | Aantal weken | Opmerkingen |
| ----------------------------------------------------------- | --------------------- | --------------------- | --------------- | ------------ | ----------- |
| More Than Alot                                              | 13-10-2008            | -                     |                 |              |             |
| No More Idols                                               | 04-03-2011            | 09-04-2011            | 36              | 17           |             |
| Brand New Machine                                           | 28-07-2013            | -                     |                 |              |             |
| Tribe                                                       | 18-08-2017            | -                     |                 |              |             |
| RTRN II JUNGLE                                              | 31-5-2019             | -                     |                 |              |             |
| What Came Before                                            | 10-6-2022             | -                     |                 |              |             |

### Singles
| Single met hitnotering(en) in de Vlaamse Ultratop 50 | Datum van verschijnen | Datum van binnenkomst | Hoogste positie | Aantal weken | Opmerkingen            |
| ---------------------------------------------------- | --------------------- | --------------------- | --------------- | ------------ | ---------------------- |
| End credits                                          | 30-11-2009            | 23-01-2010            | 46              | 1            | met Plan B             |
| Blind faith                                          | 24-01-2011            | 19-02-2011            | tip9            | -            | met Liam Bailey        |
| Time                                                 | 11-04-2011            | 18-06-2011            | 14              | 14           | met Delilah            |
| Flashing lights                                      | 21-11-2011            | 10-12-2011            | tip39           | -            | met Sub Focus & Takura |
| Lost & Not Found                                     | 2013                  | 27-07-2013            | tip22           | -            | met Louis M^ttrs       |
| Count On Me                                          | 2013                  | 12-10-2013            | 33              | 6            | met Moko               |
| Alive                                                | 2014                  | 18-01-2014            | tip23           | -            | met Jacob Banks        |
| Blk & Blu                                            | 2014                  | 15-03-2014            | tip18           | -            | met Ed Thomas          |

### Videoclips
| Jaar | Titel       | Album         | Notes             |
| ---- | ----------- | ------------- | ----------------- |
| 2009 | End Credits | No More Idols | feat Plan B       |
| 2011 | Time        | No More Idols | feat Delilah      |
| 2011 | Blind Faith | No More Idols | feat Liam Bailey  |
| 2011 | Hitz        | No More Idols | feat Tinie Tempah |
| 2011 | Let You Go  | No More Idols | feat Mali         |
| 2011 | Hypest Hype | No More Idols | feat Tempa T      |

## Leden
- Saul Milton (Chase) – gitaar, keyboard, programmering, DJ (2003–heden)
- Will Kennard (Status) – DJ, drummer (2003–heden)

Live optredens
- Rage – MC, vocalen (2009–heden)
- Andy Gangadeen – drummer (2009–heden)